# Диван

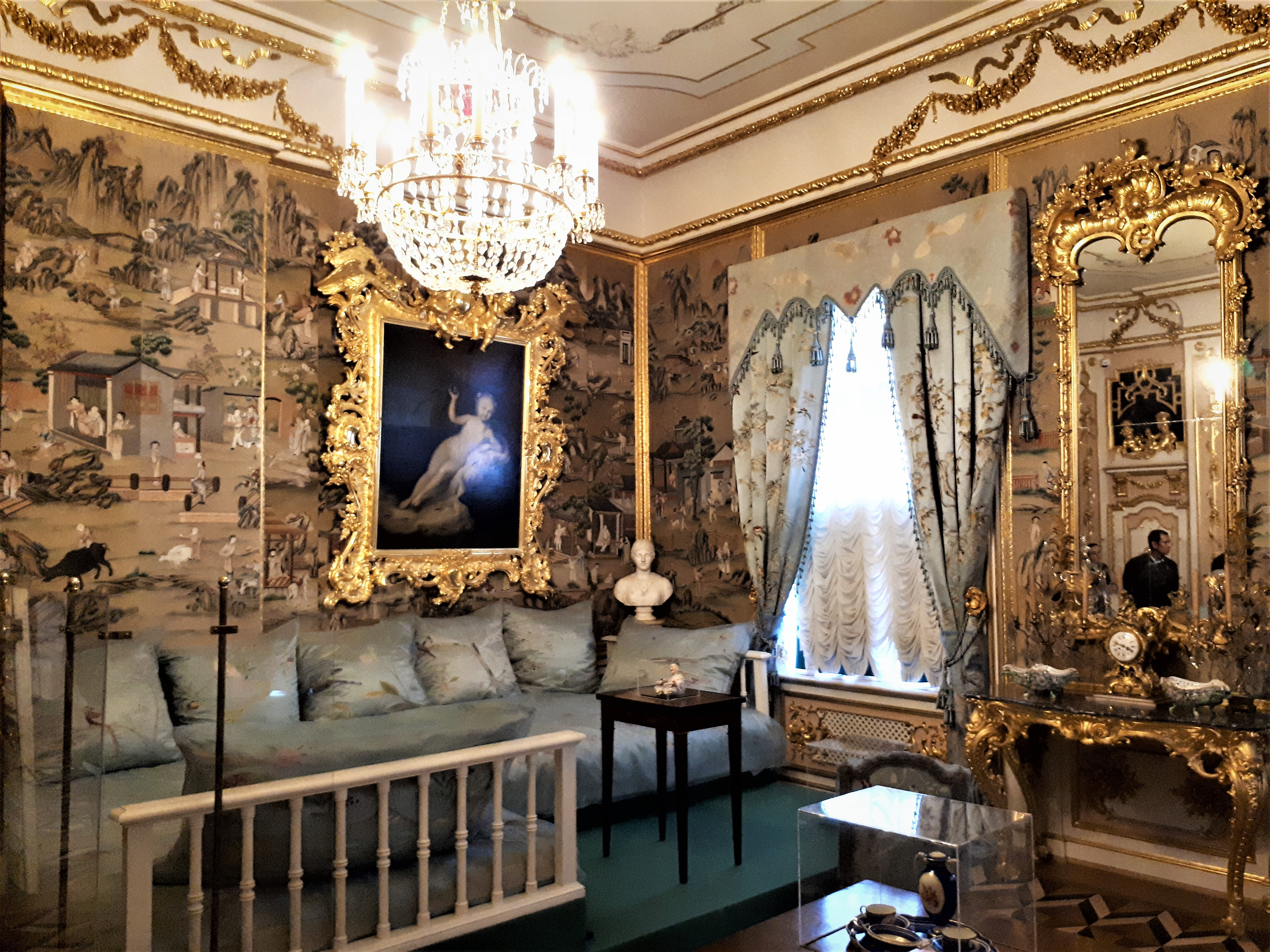
Большой дворец в Петергофе. Диванная комната

Диван

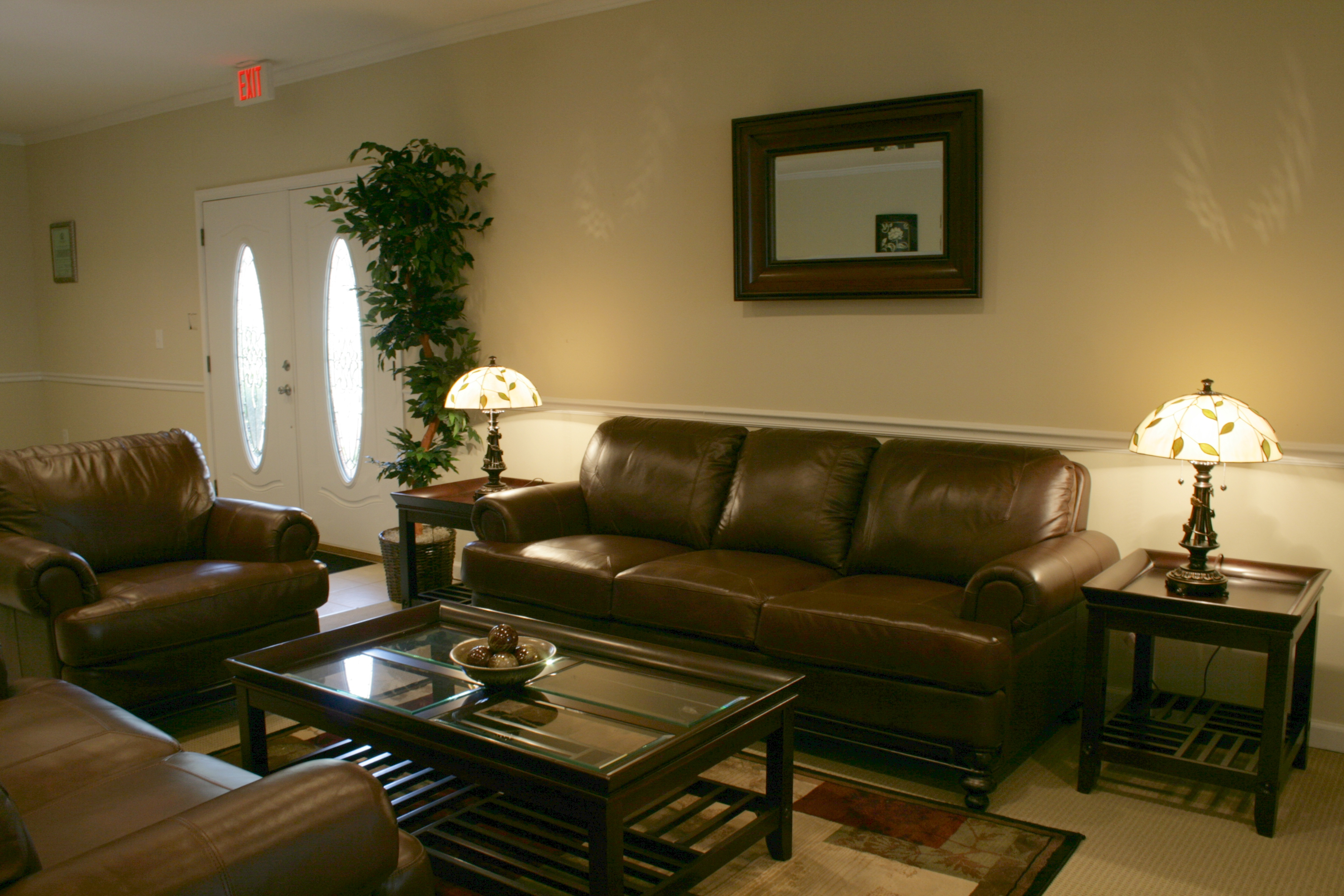
Диван с тремя подушками в холле офиса

Дива́н (от ср.-франц. divan — ложе) — жёсткий, полужёсткий, полумягкий или мягкий предмет мебели со спинкой, предназначенный для сидения одного и/или нескольких человек. Хотя диван используется в основном для сидения, его также можно использовать для лежания или сна. В домах диваны обычно ставят в общих комнатах, гостиных, залах или холлах. Они также встречаются в нежилых помещениях, таких как гостиницы, вестибюли коммерческих офисов, залы ожидания.
Может входить в набор мебели для отдыха, в комплекте с другими предметами, креслами, подставками для ног (пуфиками), оттоманкой, журнальным столиком.

## Происхождение названия и история
Слово «диван» появилось не позднее XVI века и означало на фарси, на турецком и арабском языках сначала «исписанные листы бумаги» или «списки», затем этим словом стали обозначать учётные книги, потом канцелярии и в конце концов типичную для подобных учреждений мебель — длинные скамьи с мягкой набивкой.
В классической тюркоязычной поэзии диванами называли сборники стихотворений, расположенных в определённом порядке, по алфавиту или по жанрам. Многие поэты Востока создавали свои «диваны». На волне западноевропейского романтизма, усиливавшего интерес к ориентализму, к традиционному искусству стран Востока, И. В. Гёте создал сборник произведений под названием «Западно-Восточный диван» (1819).
Диванами в странах Востока, помимо письменных сочинений, называли также государственные советы, собрания, помещения, где собирается государственный совет, залы для приёмов, обставленные удобной мягкой мебелью, а затем и саму мебель. Во Франции в середине XVIII века в связи с модой на восточную экзотику получила распространение мягкая мебель по восточному образцу с валиками и спинкой, на которой могли сидеть и полулежать сразу несколько человек. Ставшее французским слово «диван» узнали и в России. В 1774 году князь Г. А. Потёмкин привёз из Парижа в подарок императрице Екатерине II «турецкий диван» с подушками, на котором без труда могли уместиться двенадцать человек.
В 1779 году для Большого Петергофского дворца по рисунку архитектора Ж.-Б. Валлен-Деламота был создан огромный «турецкий диван» с балюстрадой, занявший большую часть комнаты, также получившей название Диванной. В городских особняках и загородных усадьбах России начала XIX в. создавались «диванные комнаты» для приёма гостей. Иногда диваны устраивали по кругу, от двери, вдоль стен, а в центре комнаты устанавливали квадратный диван. Другие разновидности подобной мебели — диван, разделённый вдоль на две части высокой спинкой, называемый десадос (фр. desados), мебель, состоящая из матраса и подушек — пате́ (фр. pathé — тесто, мягкая масса).

## Трансформируемая мебель
Диван часто является одной из конфигураций трансформируемой мебели: раскладной диван-кровать или диван, преобразуемый в кушетку и кресла.

## Основные части, детали и применяемые материалы (в современных диванах)

### Каркас-основа
Каркас дивана — это спроектированная определённым образом конструкция, которая принимает основную часть нагрузки при эксплуатации изделия. Несущая часть состоит из деревянных деталей: брусков и досок, или из металлических профилей. В основном, для изготовления деревянных несущих деталей применяются сосна, ель, берёза, ольха.
В качестве щитовых элементов и элементов заполнения рамок каркаса используют детали из фанеры, ДСП, ДВП.

### Мягкие элементы и настилочные материалы
Основным настилочным материалом при изготовлении мягкого элемента часто является пенополиуретан (ППУ), который имеет разную плотность и рассчитан на разные нагрузки. Разные марки ППУ применяются в разных частях дивана, например: белый пенополиуретан применяют для декоративных элементов, который не несут нагрузки (боковые стенки, задняя стенка и т. д.), также он может использоваться как упаковочный материал; марки, способные выдерживать значительные нагрузки в течение всего срока эксплуатации (15 лет) применяются для сиденья. Ранее в сиденьях часто использовались пружины.
В подушках и боковых конструкциях могут применяться нетканые полотна, пласты и «шарики». Эластичные мебельные ремни применяются для распределения нагрузки на каркас при эксплуатации. Они имеют разную степень растяжения, что позволяет правильно подбирать степень мягкости изделия.

### Отделка

#### Обивочные ткани
- Шенилл — классифицируется как ткань с разрезным ворсом. Шенилловая пряжа используется в плетении Лэно (вид ажурного плетения, напоминающий кружево) для хлопка, шёлка, шерсти и других производных тканях, которая режется вдоль основы, что создаёт полосы ворса (шенилловые полосы), а затем используются как уто́к в текстиле, который может быть одно- и двусторонний. Шениллы имеют сложный состав (натуральные и синтетические волокна), примерно 50 % — хлопок, 50 % — синтетика и относятся к группе мебельных тканей со сложным рисунком плетения, имеющие в структуре одну или несколько шенилловых нитей. Шенилловая нить (созданная плетением простой и пушистой нитей) становится практически нерастяжимой и хорошо встаёт в общую структуру ткани.
- Велюр — это ткани, которые получают при переплетении пяти нитей, четыре из них попарно образуют верхнюю и нижнюю основы, а пятая — образует ворс. Далее ткани между двух образованных основ режутся и отделяются, таким образом, друг от друга, образовывая два рулона ткани с ворсистой поверхностью. 
Ворс может быть расположен вертикально по всей ткани или на отдельных участках приглажен в одну сторону. Ворс отделывают тиснением, расчёсывают по трафарету или укладывают в виде разнообразных рисунков, поэтому велюр может быть гладким, фасонным, тиснёным и др. 
Для обивки мягкой мебели применяются велюры хлопчатобумажные и шерстяные. Хлопчатобумажный велюр имеет две основы. Плотность основы больше плотности утка́. Полотно велюра состоит из нитей вискозного шёлка и штапельной или шерстяной пряжи.
- Флок (заменитель бархата) — это обивочная ткань с основой из полиэстра и хлопка (обычно 35 % — хлопок, 65 % — синтетика), на которую электростатическим способом наносится ворс. Сначала изготавливается канва из хлопковой нити редкого полотняного переплетения («сеточка»). Она пропитывается клеем и растягивается в электромагнитном поле, где на неё напыляется ворс. В результате получается ворсовая ткань нейтрального белого цвета. Потом ткань окрашивается печатным способом.
- Гобелен — одна из тех натуральных природных обивочных тканей. Гобелен отличает правильное переплетение пряжи с фигурой или орнаментальная композиция и множество различных оттенков и расцветок. Его можно стирать.
- Жаккард — ткань со сложным рисунком и рисунком крупного рапорта (вертикальный и горизонтальный повтор рисунка). Это достигается путём переплетения нитей основы (продольных) и утка́ (поперечных) в заранее определённом порядке. По составу сырья ткань может быть однородной, скажем, вискозной или полиэстерной, или быть смешанной, например, полиэстер с вискозой, хлопком или акрилом.

И другие.

#### Кожа
- Кожа натуральная является основным облицовочным материалом для изготовления высококачественной, «престижной» мягкой мебели.
- Искусственная кожа (кожезаменитель, кожзам) — материал с односторонним монолитным или пористым ПВХ покрытием на хлопчатобумажных и полиэфирных трикотажных основах. В зависимости от назначения, выпускается с поливинилхлоридным и комбинированным поливинилхлорид-полиуретановым покрытием различной толщины, то есть путём соединения плёнки поливинилхлорида или полимерных полиэфирных материалов с различными основами — трикотажной, тканой или нетканой.

#### Искусственный мех
Искусственный мех применяется в основном при изготовлении диванных подушек или при отделке.

### Диванная подушка
Является комплектующим изделием для обеспечения дополнительного комфорта, а также имеет декоративную функцию. В отличие от обычной подушки не предназначена для сна.